# Rajd Szwecji 1992
Rezultaty Rajdu Szwecji (41. International Swedish Rally), eliminacji Rajdowych Mistrzostw Świata w 1992 roku, który odbył się w dniach 12–17 lutego. Była to druga runda czempionatu w tamtym roku. Bazą rajdu było miasto Karlstad. 

## Wyniki końcowe rajdu[1]
| Msc. | Kierowca        | Pilot            | Samochód               | Czas    | Strata | Grupa | Punkty |
| ---- | --------------- | ---------------- | ---------------------- | ------- | ------ | ----- | ------ |
| 1    | Mats Jonsson    | Lars Bäckman     | Toyota Celica GT-Four  | 5:24.37 | 0.0    | A8    | 20     |
| 2.   | Colin McRae     | Derek Ringer     | Subaru Legacy RS       | 5:25.16 | +0.39  | A8    | 15     |
| 3.   | Stig Blomqvist  | Benny Melander   | Nissan Sunny GTI-R     | 5:26.09 | +1.32  | A8    | 12     |
| 4.   | Markku Alén     | Ilkka Kivimäki   | Toyota Celica GT-Four  | 5:26.25 | +1.48  | A8    | 10     |
| 5.   | Leif Asterhag   | Tina Thörner     | Toyota Celica GT-Four  | 5:30.53 | +6.16  | A8    | 8      |
| 6.   | Per Eklund      | Johnny Johansson | Subaru Legacy RS       | 5:35.12 | +10.35 | A8    | 6      |
| 7.   | Björn Johansson | Anders Olsson    | Mazda 323 GTX          | 5:38.58 | +14.21 | A8    | 4      |
| 8.   | Lasse Lampi     | Pentti Kuukkala  | Mitsubishi Galant VR-4 | 5:41.51 | +17.14 | A8    | 3      |
| 9.   | Sören Nilsson   | Per-Ove Persson  | Mitsubishi Galant VR-4 | 5:43.22 | +19.45 | N4    | 2      |
| 10.  | Jarmo Kytölehto | Kari Jokinen     | Mitsubishi Galant VR-4 | 5:49.29 | +24.52 | N4    | 1      |

## Klasyfikacja po 2 rundach
Tabele przedstawiają tylko pięć pierwszych miejsc.

### Kierowcy
| Lp. | Kierowca       | Pkt |
| --- | -------------- | --- |
| 1   | Didier Auriol  | 20  |
| 2   | Mats Jonsson   | 20  |
| 3   | Carlos Sainz   | 15  |
| 4   | Colin McRae    | 15  |
| 5   | Juha Kankkunen | 12  |

### Producenci
| Lp. | Producent  | Pkt |
| --- | ---------- | --- |
| 1   | Lancia     | 20  |
| 2   | Toyota     | 17  |
| 3   | Ford       | 12  |
| 4   | Mitsubishi | 8   |
| 5   | Nissan     | 6   |